# Kanovaren op de Olympische Zomerspelen 2004
Kanovaren is een van de sporten die beoefend werden tijdens de Olympische Zomerspelen 2004 in Athene.

## Slalom

### Heren

#### K1
| rang   | sporter           | land | punten |
| ------ | ----------------- | ---- | ------ |
| Goud   | Benoît Peschier   | FRA  | 187.96 |
| Zilver | Campbell Walsh    | GBR  | 190.17 |
| Brons  | Fabien Lefèvre    | FRA  | 190.99 |
| 4      | David Ford        | CAN  | 192.58 |
| 5      | Thomas Schmidt    | GER  | 192.93 |
| 6      | Scott Parsons     | USA  | 194.76 |
| 7      | Grzegorz Polaczyk | POL  | 196.57 |
| 8      | Sam Oud           | NED  | 197.28 |

#### C1
| rang   | sporter              | land | punten |
| ------ | -------------------- | ---- | ------ |
| Goud   | Tony Estanguet       | FRA  | 189.16 |
| Zilver | Michal Martikán      | SVK  | 189.28 |
| Brons  | Stefan Pfannmöller   | GER  | 191.56 |
| 4      | Robin Bell           | AUS  | 192.83 |
| 5      | Tomáš Indruch        | CZE  | 192.28 |
| 6      | Simeon Hočevar       | SLO  | 199.78 |
| 7      | Jordi Sangrá Gilbert | ESP  | 200.41 |
| 8      | Stuart McIntosh      | GBR  | 211.19 |

#### C2
| rang   | sporters                              | land | punten |
| ------ | ------------------------------------- | ---- | ------ |
| Goud   | Pavol Hochschorner Peter Hochschorner | SVK  | 207.16 |
| Zilver | Marcus Becker Stefan Henze            | GER  | 210.98 |
| Brons  | Jaroslav Volf Ondřej Štěpánek         | CZE  | 212.98 |
| 4      | Christian Bahmann Michael Senft       | GER  | 213.45 |
| 5      | Philippe Quemerais Yann le Pennec     | FRA  | 216.79 |
| 6      | Andrea Benetti Erik Masoero           | ITA  | 220.06 |
| 7      | Marek Jiras Tomáš Máder               | CZE  | 110.35 |
| 8      | Matthew Taylor Joseph Jacobi          | USA  | 111.14 |

### Dames

#### K1
| rang   | sporter                  | land | punten |
| ------ | ------------------------ | ---- | ------ |
| Goud   | Elena Kaliská            | SVK  | 210.03 |
| Zilver | Rebecca Giddens          | USA  | 214.62 |
| Brons  | Helen Reeves             | GBR  | 218.77 |
| 4      | Peggy Dickens            | FRA  | 218.80 |
| 5      | Štěpánka Hilgertová      | CZE  | 220.75 |
| 6      | Nagwa el Desouki         | SUI  | 225.04 |
| 7      | Louise Natoli            | AUS  | 227.44 |
| 8      | Maria Cristina Giai Pron | ITA  | 229.36 |

## Vlakwater

### Heren

#### K1 500 m
| rang   | sporter              | land | tijd     |
| ------ | -------------------- | ---- | -------- |
| Goud   | Adam van Koeverden   | CAN  | 1:37.919 |
| Zilver | Nathan Baggaley      | AUS  | 1:38.467 |
| Brons  | Ian Wynne            | GBR  | 1:38.547 |
| 4      | Eirik Verås Larsen   | NOR  | 1:38.667 |
| 5      | Ákos Vereckei        | HUN  | 1:39.315 |
| 6      | Lutz Altepost        | GER  | 1:39.647 |
| 7      | Bâbak Amir-Tahmasseb | FRA  | 1:40.187 |
| 8      | Javier Andrés Correa | ARG  | 1:40.639 |
| 9      | Andrea Facchin       | ITA  | 1:41.575 |

#### K1 1000 m
| rang   | sporter            | land | tijd     |
| ------ | ------------------ | ---- | -------- |
| Goud   | Eirik Verås Larsen | NOR  | 3:25.897 |
| Zilver | Ben Fouhy          | NZL  | 3:27.413 |
| Brons  | Adam van Koeverden | CAN  | 3:28.218 |
| 4      | Nathan Baggaley    | AUS  | 3:28.310 |
| 5      | Tim Brabants       | GBR  | 3:30.553 |
| 6      | Roland Kökény      | HUN  | 3:31.121 |
| 7      | Emanuel Silva      | POR  | 3:33.862 |
| 8      | Björn Goldschmidt  | GER  | 3:34.381 |
| 9      | Roei Yellin        | ISR  | 3:43.485 |

#### K2 500 m
| rang   | sporters                                 | land | tijd     |
| ------ | ---------------------------------------- | ---- | -------- |
| Goud   | Ronald Rauhe Tim Wieskötter              | GER  | 1:27.040 |
| Zilver | Clint Robinson Nathan Baggaley           | AUS  | 1:27.920 |
| Brons  | Roman Petroesjenko Vadim Machnev         | BLR  | 1:27.996 |
| 4      | Marek Twardowski Adam Wysocki            | POL  | 1:28.048 |
| 5      | Zoltán Kammerer Botond Storcz            | HUN  | 1:29.096 |
| 6      | Damián Vindel Francisco Llera            | ESP  | 1:29.532 |
| 7      | Alvydas Duonėla Egidijus Balčiūnas       | LTU  | 1:29.868 |
| 8      | Antonio Rossi Beniamino Bonomi           | ITA  | 1:30.804 |
| 9      | Anatoli Tisjtsjenko Vladimir Groesjichin | RUS  | 1:31.048 |

#### K2 1000 m
| rang   | sporters                               | land | tijd     |
| ------ | -------------------------------------- | ---- | -------- |
| Goud   | Markus Oscarsson Henrik Nilsson        | SWE  | 3:18.420 |
| Zilver | Antonio Rossi Beniamino Bonomi         | ITA  | 3:19.484 |
| Brons  | Eirik Verås Larsen Nils Olav Fjeldheim | NOR  | 3:19.528 |
| 4      | Daniel Collins David Rhodes            | AUS  | 3:19.956 |
| 5      | Wouter D'Haene Bob Maesen              | BEL  | 3:20.196 |
| 6      | Jan Schäfer Marco Herszel              | GER  | 3:20.548 |
| 7      | Ian Wynne Paul Darby-Dowman            | GBR  | 3:20.848 |
| 8      | Ben Fouhy Steven Ferguson              | NZL  | 3:21.336 |
| 9      | Zoltán Benkő István Beé                | HUN  | 3:27.996 |

#### K4 1000 m
| rang   | sporters                                                                  | land | tijd     |
| ------ | ------------------------------------------------------------------------- | ---- | -------- |
| Goud   | Zoltán Kammerer Botond Storcz Ákos Vereckei Gábor Horváth                 | HUN  | 2:56.919 |
| Zilver | Andreas Ihle Mark Zabel Björn Bach Stefan Ulm                             | GER  | 2:58.659 |
| Brons  | Richard Riszdorfer Michal Riszdorfer Erik Vlček Juraj Bača                | SVK  | 2:59.314 |
| 4      | Milko Kazanov Ivan Christov Petar Merkov Jordan Jordanow                  | BUL  | 2:59.622 |
| 5      | Jacob Lorentz Norenberg Alexander Wefald Andreas Gjersøe Mattis Næss      | NOR  | 3:01.698 |
| 6      | Roman Petroesjenko Aleksej Abalmasov Demian Toertsjin Vadim Machnev       | BLR  | 3:02.419 |
| 7      | Marian Baban Alexandru Bogdan Ceauşu Vasile Curuzan-Corneli Ştefan Vasile | ROU  | 3:03.107 |
| 8      | Tomasz Mendelski Rafał Głażewski Adam Seroczyński Dariusz Białkowski      | POL  | 3:03.562 |
| 9      | Steven Jorens Richard Dober Ryan Cuthbert Andrew Willows                  | CAN  | 3:07.714 |

#### C1 500 m
| rang   | sporter              | land | tijd     |
| ------ | -------------------- | ---- | -------- |
| Goud   | Andreas Dittmer      | GER  | 1:46.383 |
| Zilver | David Cal Figueroa   | ESP  | 1:46.723 |
| Brons  | Maksim Opalev        | RUS  | 1:47.767 |
| 4      | Aleksandr Zjoekoeski | BLR  | 1:47.903 |
| 5      | Martin Doktor        | CZE  | 1:47.999 |
| 6      | Richard Dalton       | CAN  | 1:48.103 |
| 7      | Márton Joób          | HUN  | 1:48.195 |
| 8      | Stanimir Atanasov    | BUL  | 1:49.759 |
| 9      | Wang Bing            | CHN  | 1:49.903 |

#### C1 1000 m
| rang   | sporter              | land | tijd     |
| ------ | -------------------- | ---- | -------- |
| Goud   | David Cal Figueroa   | ESP  | 3:46.201 |
| Zilver | Andreas Dittmer      | GER  | 3:46.721 |
| Brons  | Attila Vajda         | HUN  | 3:49.025 |
| 4      | Martin Doktor        | CZE  | 3:50.405 |
| 5      | Stephen Giles        | CAN  | 3:51.457 |
| 6      | Dagnis Vinogradovs   | LAT  | 3:53.537 |
| 7      | Marián Ostrčil       | SVK  | 3:54.629 |
| 8      | Karel Aguilar Chacon | CUB  | 3:54.957 |
| 9      | Konstantin Fomitsjev | RUS  | 3:55.773 |

#### C2 500 m
| rang   | sporters                                        | land | tijd     |
| ------ | ----------------------------------------------- | ---- | -------- |
| Goud   | Meng Guanliang Yang Wenjun                      | CHN  | 1:40.278 |
| Zilver | Ibrahim Rojas Blanco Ledys Frank Balceiro Pajón | CUB  | 1:40.350 |
| Brons  | Aleksandr Kostoglod Aleksandr Kovalev           | RUS  | 1:40.442 |
| 4      | Silviu Simioncencu Florin Popescu               | ROU  | 1:40.618 |
| 5      | Christian Gille Tomasz Wylenzek                 | GER  | 1:40.802 |
| 6      | Aleksandr Koerliandtsjik Aleksandr Bagdanovitsj | BLR  | 1:40.858 |
| 7      | György Kozmann György Kolonics                  | HUN  | 1:41.138 |
| 8      | Attila Buday Tamas Buday                        | CAN  | 1:41.210 |
| 9      | Paweł Baraszkiewicz Daniel Jędraszko            | POL  | 1:42.046 |

#### C2 1000 m
| rang   | sporters                                        | land | tijd     |
| ------ | ----------------------------------------------- | ---- | -------- |
| Goud   | Christian Gille Tomasz Wylenzek                 | GER  | 3:41.802 |
| Zilver | Aleksandr Kostoglod Aleksandr Kovalev           | RUS  | 3:42.990 |
| Brons  | György Kozmann György Kolonics                  | HUN  | 3:43.106 |
| 4      | Silviu Simioncencu Florin Popescu               | ROU  | 3:43.858 |
| 5      | Michał Śliwiński Łukasz Woszczyński             | POL  | 3:44.338 |
| 6      | Richard Dalton Michael Scarola                  | CAN  | 3:45.638 |
| 7      | José Alfredo Bea Garcia David Mascato García    | ESP  | 3:45.766 |
| 8      | Ibrahim Rojas Blanco Ledys Frank Balceiro Pajón | CUB  | 3:50.346 |
| 9      | Meng Guanliang Yang Wenjun                      | CHN  | 3:52.926 |

### Dames

#### K1 500 m
| rang   | sporter               | land | tijd     |
| ------ | --------------------- | ---- | -------- |
| Goud   | Natasa Janics         | HUN  | 1:47.741 |
| Zilver | Josefa Idem           | ITA  | 1:49.729 |
| Brons  | Caroline Brunet       | CAN  | 1:50.601 |
| 4      | Katrin Wagner         | GER  | 1:52.557 |
| 5      | Marcela Erbanová      | SVK  | 1:52.685 |
| 6      | Larissa Peisakhovitch | ISR  | 1:53.089 |
| 7      | Lucy Hardy            | GBR  | 1:53.717 |
| 8      | Jenni Honkanen        | FIN  | 1:53.937 |
| 9      | Li Ting               | CHN  | 1:54.473 |

#### K2 500 m
| rang   | sporters                                            | land | tijd     |
| ------ | --------------------------------------------------- | ---- | -------- |
| Goud   | Katalin Kovács Natasa Janics                        | HUN  | 1:38.101 |
| Zilver | Birgit Fischer Carolin Leonhardt                    | GER  | 1:39.533 |
| Brons  | Aneta Pastuszka Beatą Sokołowska-Kulesza            | POL  | 1:40.077 |
| 4      | Xu Linbei Zhong Hongyan                             | CHN  | 1:40.913 |
| 5      | Beatriz Manchón Portillo María Teresa Portela Rivas | ESP  | 1:42.409 |
| 6      | Deljana Datsjeva Bonka Pindzjeva                    | BUL  | 1:42.553 |
| 7      | Caroline Brunet Mylanie Barré                       | CAN  | 1:42.833 |
| 8      | Sofia Paldanius Anna Karlsson                       | SWE  | 1:43.077 |
| 9      | Anna Poetsjkova Jelena Bet                          | BLR  | 1:43.729 |

#### K4 500 m
| rang   | sporters                                                                                                  | land | tijd     |
| ------ | --- | ---- | -------- |
| Goud   | Birgit Fischer Maike Nollen Katrin Wagner Carolin Leonhardt                                               | GER  | 1:34.340 |
| Zilver | Katalin Kovács Szilvia Szabó Erzsébet Viski Kinga Bóta                                                    | HUN  | 1:34.536 |
| Brons  | Inna Osypenko Tetjana Semykina Hanna Balabanova Olena Tsjerevatova                                        | UKR  | 1:36.192 |
| 4      | Karolina Sadalska Joanna Skowroń Małgorzata Czajczyńska Aneta Białkowska                                  | POL  | 1:36.376 |
| 5      | María Isabel García Suárez Beatriz Manchón Portillo Jana Smidakova Krompolcova María Teresa Portela Rivas | ESP  | 1:37.908 |
| 6      | Chantal Meek Amanda Rankin Kate Barclay Lisa Oldenhof                                                     | AUS  | 1:38.116 |
| 7      | Xu Linbei Zhong Hongyan He Jing Gao Yi                                                                    | CHN  | 1:38.144 |
| 8      | Karen Furneaux Carrie Lightbound Kamini Jain Jillian D'Alessio                                            | CAN  | 1:39.952 |
| 9      | Shinobu Kitamoto Yumiko Suzuki Mikiko Takeya Miho Adachi                                                  | JPN  | 1:40.188 |

## Medaillespiegel
| rang   | land             | goud | zilver | brons | totaal |
| ------ | ---------------- | ---- | ------ | ----- | ------ |
| 1      | Duitsland        | 4    | 4      | 1     | 9      |
| 2      | Hongarije        | 3    | 1      | 2     | 6      |
| 3      | Slowakije        | 2    | 1      | 1     | 4      |
| 4      | Frankrijk        | 2    | 0      | 1     | 3      |
| 5      | Spanje           | 1    | 1      | 0     | 2      |
| 6      | Canada           | 1    | 0      | 2     | 3      |
| 7      | Noorwegen        | 1    | 0      | 1     | 2      |
| 8      | China            | 1    | 0      | 0     | 1      |
| 8      | Zweden           | 1    | 0      | 0     | 1      |
| 10     | Australië        | 0    | 2      | 0     | 2      |
| 10     | Italië           | 0    | 2      | 0     | 2      |
| 12     | Groot-Brittannië | 0    | 1      | 2     | 3      |
| 12     | Rusland          | 0    | 1      | 2     | 3      |
| 14     | Cuba             | 0    | 1      | 0     | 1      |
| 14     | Nieuw-Zeeland    | 0    | 1      | 0     | 1      |
| 14     | Verenigde Staten | 0    | 1      | 0     | 1      |
| 17     | Oekraïne         | 0    | 0      | 1     | 1      |
| 17     | Polen            | 0    | 0      | 1     | 1      |
| 17     | Tsjechië         | 0    | 0      | 1     | 1      |
| 17     | Wit-Rusland      | 0    | 0      | 1     | 1      |
| totaal | totaal           | 16   | 16     | 16    | 48     |

Parijs 1924 (demonstratie) · 
Berlijn 1936 · 
Londen 1948 · 
Helsinki 1952 · 
Melbourne 1956 · 
Rome 1960 · 
Tokio 1964 · 
Mexico-stad 1968 · 
München 1972 · 
Montréal 1976 · 
Moskou 1980 · 
Los Angeles 1984 · 
Seoel 1988 · 
Barcelona 1992 · 
Atlanta 1996 · 
Sydney 2000 · 
Athene 2004 · 
Peking 2008 · 
Londen 2012 · 
Rio de Janeiro 2016 ·
Tokio 2020 ·
Parijs 2024 ·
Los Angeles 2028
Medaillewinnaars (slalom) · Medaillewinnaars (sprint)
Atletiek · Badminton · Basketbal · Boksen · Boogschieten · Gewichtheffen · Gymnastiek · Handbal · Hockey · Honkbal · Judo · Kanovaren · Moderne vijfkamp · Paardensport · Roeien · Schermen · Schietsport · Schoonspringen · Softbal · Synchroonzwemmen · Taekwondo · Tafeltennis · Tennis · Triatlon · Voetbal · Volleybal · Waterpolo · Wielersport · Worstelen · Zeilen · Zwemmen